# Lorna Raver
Lorna Raver, född 9 oktober 1943, död 12 maj 2025, var en amerikansk skådespelerska. Förutom rent skådespeleri, gjorde Raver också på senare år en framgångsrik karriär som uppläsare av ljudböcker.

## Filmografi (urval)
- 1996 - Cityakuten (gästroll i TV-serie)
- 1996 - Freeway
- 2001 - Gilmore Girls (gästroll i TV-serie)
- 2001 - Star Trek: Voyager (gästroll i TV-serie)
- 2004 - Desperate Housewifes - (gästroll i TV-serie)
- 2009 - Drag Me to Hell
- 2009 - One Tree Hill (gästroll i TV-serie)

## Fotnoter
1. ↑  Internet Movie Database, IMDb-ID: nm0712404co0047972, läst: 13 augusti 2015.[källa från Wikidata]
2. ↑  SAG-AFTRA - Summer 2025 (på engelska), vol. 14, 3, Sag-Aftra, 2025, s. 76, no value: 2326-6279, läs online, läst: 13 augusti 2025.[källa från Wikidata]
3. ↑  https://www.hollywoodreporter.com/movies/movie-news/lorna-raver-dead-drag-me-to-hell-1236343637/